# Zamina Begum
Zamina Begum (née le 11 janvier 1917 et décédée le 28 avril 1978), également connue sous le nom de Zainab Begum, était une princesse afghane. Elle a été Première dame d'Afghanistan de 1973 à 1978, en tant qu'épouse du premier président afghan, Sardar Mohammed Daoud Khan.

## Vie
Elle était la fille du roi Mohammed Nadir Shah et de Mah Parwar Begum, et la sœur du roi Zahir. Son frère succède à son père en novembre 1933. Elle épouse Daoud en septembre 1934.
Zamina Begum a joué un rôle célèbre dans la politique d'émancipation des femmes du gouvernement de son mari, notamment en apparaissant dévoilée en public. Le Premier ministre a préparé soigneusement et progressivement l'émancipation des femmes. Il a commencé par présenter des ouvrières à Radio Afghanistan (en) en 1957, en envoyant des femmes déléguées à la Conférence des femmes asiatiques au Caire et en employant quarante filles à l'usine de poterie gouvernementale en 1958. Lorsque cela n'a provoqué aucune émeute, le Le gouvernement a décidé qu'il était temps de passer à l'étape très controversée du dévoilement.
En août 1959, le deuxième jour du festival Jashn-e-Esteqlal (« Jour de l'indépendance afghane (en) »), la princesse Zamina apparut dévoilée aux côtés de la reine Humaira et de la princesse Bilqis (en) dans la loge royale lors du défilé militaire. Un groupe de religieux islamiques a envoyé une lettre de protestation au Premier ministre pour protester et exiger que les paroles de la charia soient respectées. Le Premier ministre répondit en les invitant dans la capitale et en lui présentant la preuve que les saintes écritures exigeaient bien le burqa. Les religieux ne trouvant pas un tel passage, le Premier ministre a déclaré que les membres féminins de la famille royale ne porteraient plus le voile, car la loi islamique ne l'exigeait pas. Même si le chadri n'a jamais été interdit, l'exemple de la reine et de l'épouse du Premier ministre a été suivi par les épouses et filles de représentants du gouvernement ainsi que par d'autres femmes urbaines des classes supérieures et moyennes, avec Kubra Noorzai et Masuma Esmati-Wardak, qui est connu comme le premier pionnier roturier.
Elle a été tuée lors de la révolution de Saur le 28 avril 1978 au palais présidentiel de Kaboul[réf. nécessaire].
Elle a été ré-inhumée dans le district de Deh Sabz (en) à Kaboul avec son mari et d'autres membres de sa famille en 2009.